# Liste der Monuments historiques in Les Ormes (Vienne)
Die Liste der Monuments historiques in Les Ormes (Vienne) führt die Monuments historiques in der französischen Gemeinde Les Ormes auf.

## Liste der Bauwerke
| Bezeichnung                  | Beschreibung                           | Standort                 | Kennzeichnung | Schutzstatus | Datum | Bild           |
| ---------------------------- | -------------------------------------- | ------------------------ | ------------- | ------------ | ----- | -------------- |
| Pferdepoststation            | Erbaut 1752                            | (Lage)                   | PA00105794    | Classé       | 1994  |                |
| Domaine du château des Ormes | Schloss, erbaut im 17./18. Jahrhundert | (Lage)                   | PA00105572    | Inscrit      | 2005  | weitere Bilder |
| Ehemalige Kapelle St-Sulpice | Erbaut im 12. Jahrhundert              | (Lage)                   | PA00105571    | Inscrit      | 1969  |                |
| Markthalle                   | Erbaut im 17./18. Jahrhundert          | Place de l'Eglise (Lage) | PA00105573    | Inscrit      | 1934  |                |

## Liste der Objekte
- Monuments historiques (Objekte) in Les Ormes (Vienne) in der Base Palissy des französischen Kultusministeriums